# Henry Fielding
Henry Fielding, född 22 april 1707 i Sharpham nära Glastonbury, Somerset, död 8 oktober 1754 i Lissabon, var en brittisk författare och dramatiker.

## Biografi
Som officersson av aristokratisk familj växte han upp i Glastonbury i sydvästra England. Han gick i Eton College till 1725, varpå han började föra ett kringflackande liv, samtidigt som han inledde sitt författarskap i William Congreves stil. Efter en tids studier i Leiden måste han återvända hem för att försörja sig som författare. För en teater i Haymarket skrev han en stor mängd mestadels komiska skådespel med aktuella och politiska ämnen. När de flesta teatrarna 1737 stängdes av regeringen, började Fielding studera juridik, och tog på två är sin examen. 1739-1741 var han redaktör för tidskriften The Champion. 
Med sina romaner grundlade han den moderna engelska, realistiska berättarkonsten - de innehåller burleska äventyr, kärlek, raljant galanteri och fartfylld spänning. Hans första roman, Joseph Andrews, utkom 1742 (svensk översättning 1779). Fielding hade då han började skriva romanen velat åstadkomma en parodi på Samuel Richardsons sentimentala Pamela. Under arbetets gång kom romanen att utvecklas till en helt självständig roman i en ny stil, om än influerad av den pikareska traditionen och med tydlig influens från Cervantes. År 1743 gavs den satiriska romanen The Life and Death of Jonathan Wild, the Great ut.
Sitt mästerverk åstadkom Fielding med Tom Jones (1749, svensk översättning 1765 av M. Ekelund). Den har betraktats som den första moderna romanen. Här har de pikareska motiven infogats i en bred skildring av engelskt herrgårdsliv. Även i karaktärsskildringen är Tom Jones epokgörande genom sina rikt individualiserade karaktärer. Fieldings sista roman Amelia (1751), är mera känslobetonad.
Fielding utnämndes till fredsdomare i Middlesex och Westminster 1748. Han bildade polisstyrkan Bow Street Runners 1749 som blev början till en poliskår i London. När hans hälsa började försämras begav han sig till Lissabon 1754 för att hämta krafter; under resan dit författade han A Journal of a Voyage to Lisbon. Fielding avled i Lissabon.

## Svenska översättningar
- The History of the Adventures of Joseph Andrews and his Friend, Mr. Abraham Abrams (1742)
  - Joseph Andrews och hans wän Abrahams Adams händelser, författade af herr Fjelding (anonym översättning, Stockholm, 1779)
- A journey from this world to the next (ur Miscellanies, 1743)
  - Julianus affälling; eller En resa uti den andra werlden (anonym översättning, Stockholm, 1785)
- The History of Tom Jones, a Foundling (1749)
  - Tom Jones eller Hitte-barnet (översättning Mårten Eklund, Västerås, 1765)
  - Historien om Tom Jones, ett hittebarn (översättning Richard Hejll, Bonnier, 1925)
  - Tom Jones: berättelsen om ett hittebarn (översättning Gun och Nils A. Bengtsson, Natur och kultur, 1965)
  - Historien om Tom Jones, ett hittebarn (sammandragen och red. av Somerset Maugham, anonym översättning?, Folket i bild, 1965)
  - Tom Jones (övers. och red.: Helge Åkerhielm, B. Wahlström, 1966)

## Adaptioner
1963 filmatiserades Tom Jones med Tony Richardson som regissör och Albert Finney i huvudrollen. Edward German har också skrivit en opera baserad på romanen och George Colman d.ä. ett lustspel, The jealous wife (1761), baserad på samma roman. 1997 gjordes tv-serien Tom Jones med Max Beesley och Samantha Morton i huvudrollerna.